# آرثر كوفمان (رسام)
آرثر كوفمان (بالألمانية: Arthur Kaufmann)‏ هو رسام أمريكي وألماني، ولد في 7 يوليو 1888 في مولهايم أن در رور في ألمانيا، وتوفي في 25 سبتمبر 1971 في نوفا فريبورغو في البرازيل.